# Takuya Kirimoto
Takuya Kirimoto (jap. 桐本 拓哉 Kirimoto Takuya; ur. 27 lipca 1967) – japoński seiyū i aktor dubbingowy, związany z agencją Aoni Production.
Zdubbingował takich aktorów jak Bradley Cooper, Ben Foster, Hyun Bin, So Ji-sub i wielu innych. Dubbingował również postać Modliszki w japońskich wersjach produkcji z serii Kung Fu Panda.

## Wybrane role głosowe
- 1999: Turn A Gundam – Yanny Oviess
- 2003: Naruto – Yoroi Akado
- 2004: Bleach – Saito Eikichiro
- 2007: Brama Piekieł – Amagiri
- 2007: Death Note – Aiber
- 2011–2016: Naruto Shippūden –
  - Sadai,
  - En Oyashiro
- 2012: Eureka Seven – Gazelle
- 2012: Sword Art Online – Sigurd
- 2016: Sailor Moon Crystal – doktor Tomoe
- 2017: One Piece – Charlotte Cracker
- 2018: Overlord – Elias Brandt Dale Raeven
- 2019: Fairy Tail – Belserion

### Japoński dubbing
- 1998: Uczeń szatana – Todd Bowden
- 2004: Komórka – Ryan Hewitt
- 2005: Harry Potter i Czara Ognia – Barty Crouch Jr.
- 2006: 300 – Stelios
- 2007: Transformers – pułkownik Sharp
- 2008: Kung Fu Panda – Modliszka
- 2009: The Box. Pułapka – Arthur Lewis